# ماري باي باي
ماري باي باي (29 يوليو 1917 - 5 أكتوبر 1997)، ممثلة مصرية.
اتجهت للسينما بعد أن اكتشفها يوسف وهبي، عملت راقصة ثم عملت في المسرح مع ثلاثي أضواء المسرح وفؤاد المهندس. اشتهرت بدور فتاة الليل الدميمة. من أهم أدوراها أفلام كيلو 99 وعاشور قلب الأسد وإسماعيل ياسين في مستشفى المجانين وكان آخر أعمالها فيلم حب من ثلاثة أطراف سنة 1997م.

## حياتها
بهيجة محمد علي كانت تعمل في بداية حياتها في سجن النساء وتزوجت من سجان ثم انفصلت عنه وعملت كراقصة في الأفراح. جاء عملها في السينما بالصدفة، فأثناء تصوير يوسف وهبي لأحد مشاهد فيلم المهرج الكبير طلبت منه أن تمثل في السينما، فأسند لها دور كومبارس في الفيلم، وبعدها ضمها لفرقة رمسيس المسرحية التي كان مؤسسها. تعد واحدة من أشهر كومبارسات السينما، واشتهرت بدور الفتاة القبيحة التي يخاف منها الرجال.